# Футбол на літніх Олімпійських іграх 2008
Футбол на літніх Олімпійських іграх 2008 в Пекіні відбувся на стадіонах в низці міст у Народній Республіці Китай з 6 серпня по 23 серпня. Асоціаціям, що входять до ФІФА було запропоновано направити свої освновні жіночі національні команди і чоловічі команди U-23 команди для участі в турнірі. Чоловічім командам було дозволено заявити до своїх збірних трьох гравців старше 23 років.
Чоловіки змагалися в 16-командному турнірі, а жінки в 12-командному турнірі. Турнір з футболу фактично почалася 8 серпня — за два дні до офіційної церемонії відкриття Ігор.

## Стадіони
Поряд з господарем Олімпійських Ігор — Пекіном, футбольні матчі відбулися в чотирьох містах:
- Пекін: Пекінський національний стадіон
- Пекін: Робітничий стадіон
- Ціньхуандао: Стадіон Олімпійського спортивного центру Ціньхуандао
- Шанхай: Шанхайський стадіон
- Шеньян: Шеньянський Олімпійський стадіон
- Тяньцзінь: Тяньцзінський стадіон Олімпійського центру

## Переможці
|          | Золото    | Срібло   | Бронза    |
| Чоловіки | Аргентина | Нігерія  | Бразилія  |
| Жінки    | США       | Бразилія | Німеччина |

### Медалісти
| Дисципліна | Золото | Срібло | Бронза |
| Чоловіки   | Аргентина Серхіо Агуеро · Лаутаро Акоста · Евер Банега · Дієго Буонанотте · Фернандо Гаго · Есекьель Гарай · Есек'єль Лавессі · Анхель ді Марія · Хав'єр Маскерано · Ліонель Мессі · Лусіано Фабіан Монсон · Ніколас Пареха · Хуан Роман Рікельме · Серхіо Ромеро · Пабло Сабалета · Хосе Ернесто Соса · Оскар Устарі · Федеріко Фасіо | Нігерія Айоделе Аделеє · Олубайо Адефемі · Олувафемі Аджілоре · Ефе Амброз · Віктор Анічебе · Онікачі Апам · Ембруз Ванзекін · Манде Джеймс · Проміз Ісаак · Сані Кайта · Віктор Нсофор Обінна · Чінеду Огбуке · Пітер Одемвінгіє · Чібузор Оконкво · Соломон Окоронкво · Тає Тайво · Ікечукву Езенва · Еммануель Екпо | Бразилія Андерсон · Брено Боржес · Жо · Ілсінью · Дієго Алвес Каррейра · Дієго Рібас да Кунья · Лукас Лейва · Марсело · Тьяго Невіс · Алешандре Пату · Рафінья · Роналдіньо · Рамірес · Алекс Сілва · Тьяго Сілва · Ренан Бріто Соарес · Рафаель Собіс · Ернанес                                                       |
| Жінки      | США Шеннон Бокс · Ніколь Бернгарт · Рейчел Бюлер · Наташа Кай · Стефані Кокс · Керлі Ллойд · Кейт Маркграф · Гезер Міттс · Емі Родрігес · Хізер О'Рейллі · Крісті Ремпон · Гоуп Соло · Ліндсей Терплі · Елі Вогнер · Анджела Гаклс · Тобін Гіз · Лоурен Чені · Лорі Челапні                                                            | Бразилія Барбара · Даніела · Рената Коста · Крістіане · Майкон · Марта · Мауріне · Претінья · Андрея Роса · Росана · Сімоне · Андрея Сунтаке · Таня · Фабіана · Форміга · Франселе · Еріка · Естер | Німеччина Надін Ангерер · Фатмір Байрамай · Мелані Берінгер · Лінда Бресонік · Саскія Бартусьяк · Керстін Гарефрекес · Анніке Кран · Сімоне Лаудер · Ренате Лінгор · Селья Окоїно да Мбабі · Аня Міттаг · Бабетт Петер · Конні Полерс · Біргіт Принц · Сандра Смісек · Аріан Хінгст · Урсула Холлі · Керстін Штегеманн |